# Gizem Sancak
Gizem Sancak est une ancienne joueuse de volley-ball turque née le 14 décembre 1990. Elle mesure 1,84 m et jouait au poste de réceptionneuse-attaquante. 

## Clubs
| Club              | De        | À         |
| ----------------- | --------- | --------- |
| Beşiktaş İstanbul | 2007-2008 | 2007-2008 |
| Beşiktaş İstanbul | 2008-2009 | 2010-2011 |